# Cyril Stanley Smith
Pour les articles homonymes, voir Smith.
Cyril Stanley Smith, né le 4 octobre 1903 à Birmingham et mort le 25 août 1992 à Cambridge, est un métallurgiste et historien des sciences anglais. Dans le cadre du Projet Manhattan, il est responsable de la métallurgie des matériaux fissiles.

## Biographie
Cyril Stanley Smith naît à Birmingham en Angleterre le 4 octobre 1903. Il obtient un B.Sc. en métallurgie à l'université de Birmingham, puis un Ph.D. au Massachusetts Institute of Technology (MIT) en 1926. Après son doctorat, Smith débute comme chercheur à l'American Brass Company (en). En 1942, il est conscrit au War Metallurgy Committee de Washington. On le transfère rapidement au Laboratoire national de Los Alamos pour diriger les efforts de la métallurgie des matériaux fissiles dans le cadre du Projet Manhattan. En 1946, il reçoit la médaille du mérite par le Président des États-Unis pour son travail. Il recevra également la Francis J. Clamer Medal du Franklin Institute en 1952.
Après la Seconde Guerre mondiale, il fonde l’Institute for the Study of Metals (Institut d'étude des métaux) à l'université de Chicago. En 1961, il accepte un poste au MIT en tant que professeur d'institution et travaille à la fois dans le département des humanities et de la métallurgie. Il souhaite en effet explorer les possibilités d'appliquer les techniques métallurgiques à l'étude des méthodes de fabrication ayant permis de créer les artefacts découverts par les archéologues. Lorsqu'il prend sa retraite du MIT en 1969, il est professeur émérite. Plus tard, Smith publiera plusieurs ouvrages qui relient l'art à la science. 
Il meurt à 88 ans des suites d'un cancer à sa résidence de Cambridge (Massachusetts). Sa femme Alice Kimball Smith, une historienne des sciences, lui survit, tout comme leurs deux enfants.

## Travaux

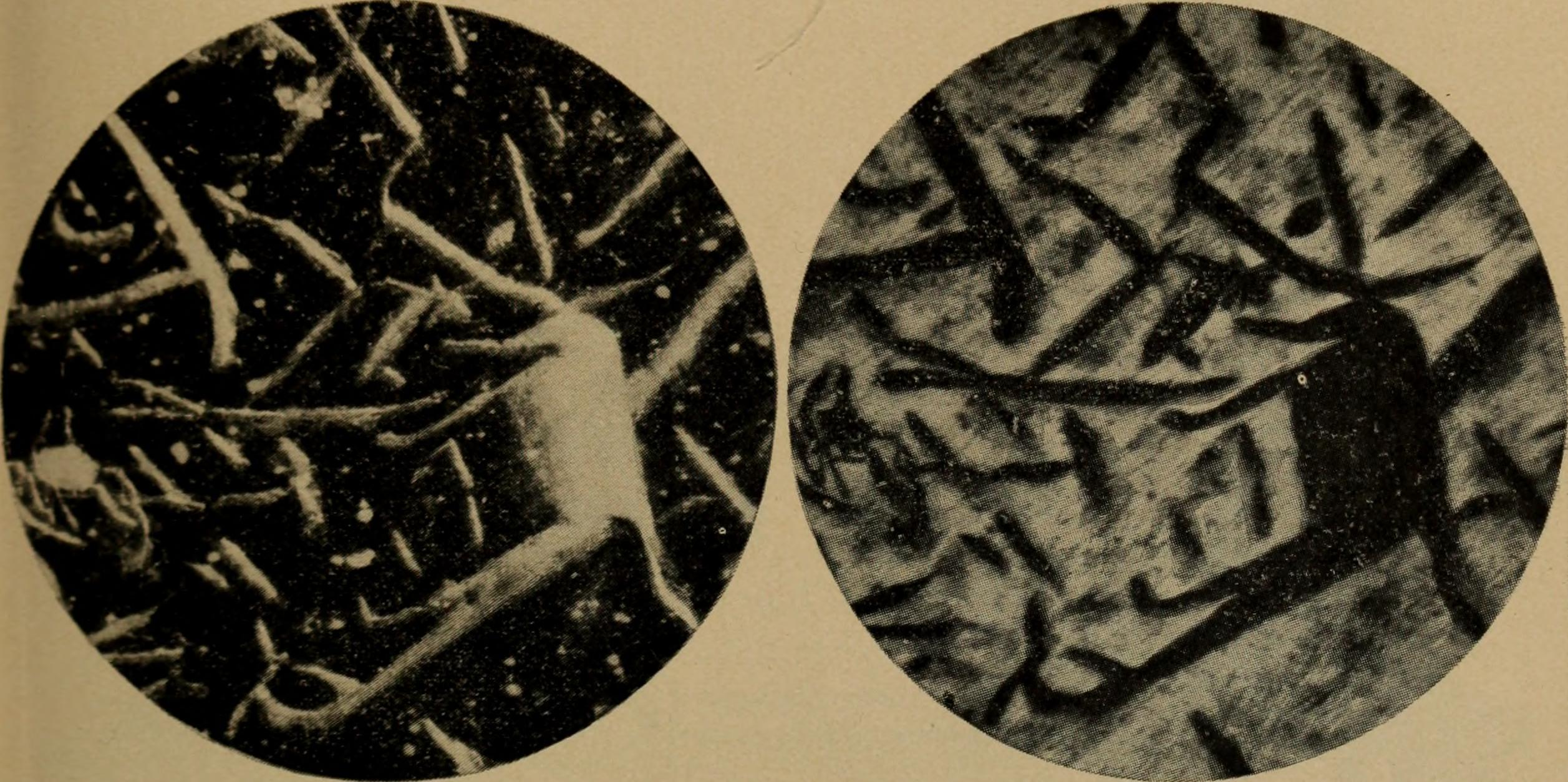
Coulée de fer, vue deux méthodes métallographiques différentes. in The Iron and steel magazine, 1898 par Albert Sauveur (1863-1939).

Il commence à s’intéresser à l'histoire de la métallurgie au début des années 1930, puis commence à rassembler divers ouvrages classiques du genre et collabore également à la traduction de certains (L'Art de convertir le fer forgé en acier de Réaumur (1722), du Pirotechnia de Biringuccio (1540) ou encore du Treatise on Ores and Assaying (1574) de Lazarus Ercker),.
Ses précédents travaux l’amènent à publier, en 1960, A History of Metallography: The Development of Ideas on the Structure of Metal before 1890 (Chicago: University of Chicago Press), ouvrage récompensé l'année suivante par le prix Pfizer. Cette étude de la structure des métaux et alliages ainsi que des propriétés qui résultent de leur transformation reste jugée, même après quelques décennies, comme « un travail fondateur sur l'histoire de la métallographie ». Le livre débute avec la connaissance intuitive des métaux élaborée par des précurseurs tels que Biringuccio, Descartes, Réaumur, Bréant, Osmond, Sorby, Brinell, Tschernoff, Howe, Percy et d'autres ; puis il décrit l'évolution de la compréhension scientifique moderne des matériaux, tout en mettant l'accent sur les interactions entre l'ingénierie pratique, la science expérimentale et théorique, et les fruits de l'imagination esthétique, armuriers et joaillers par exemple. Ouvrage remarqué par sa bibliographie extensive comportant de nombreuses sources jusque-là non exploitées dans des bibliographies sur le sujet. Un chapitre s'étend sur le travail des forgerons mérovingiens, de Damas ou du Japon, notamment pour ses sabres, ou encore les armuriers pour leurs armures médiévales jusqu'aux armes à feu. Une autre section développe l'apport des théories corpusculaires dans les prémisses de l'observation microscopique, depuis les travaux de Réaumur (1683-1757) sur les fractures dans la transformation du fer en acier, jusqu'à ceux de Henry Clifton Sorby (1826-1908), géologue britannique spécialiste en microscopie.

## Prix et distinctions
Smith est membre de l'Académie américaine des sciences (1957), de l'Académie internationale d'histoire des sciences et de l'Académie américaine des arts et des sciences.
En 1966 il est lauréat de la médaille Léonard-de-Vinci décernée par la Society for the History of Technology (en). Il a également reçu le Prix Pfizer (1961), le prix Abbot Payson Usher (1972), le prix HIST en histoire de la chimie (1981) et le prix Andrew-Gemant.

## Publications
(Liste incomplète)
- (en) Cyril Stanley Smith, A History of Metallography : The Development of Ideas on the Structure of Metals Before 1890, MIT Press, 1988 (1re éd. 1960), 297 p. (ISBN 978-0-262-69120-8, présentation en ligne)
- From Art to Science, MIT Press, 1982.  (ISBN 0-262-19181-4)
- Search for Structure: Selected Essays on Science, Art and History, MIT Press, 1981.  (ISBN 0-262-19191-1)
- (en) Vannocio Biringuccio (trad. Cyril Stanley Smith et Martha Teach Gnudi), The Pirotechnia of Vanoccio Biringuccio, Dover, 1959, 477 p. (ISBN 978-0-486-26134-8 et 0-486-26134-4, lire en ligne) Traduction en anglais d'un texte écrit en italien du XVIe siècle.